# Proasellus hercegovinensis
Proasellus hercegovinensis là một loài chân đều trong họ Asellidae. Loài này được Karaman miêu tả khoa học năm 1933.